# Psammohydra
Psammohydra is een geslacht van neteldieren uit de familie van de Boreohydridae.

## Soort
- Psammohydra nanna Schulz, 1950